# إحصار القلب
الإحصار القلبي (إِحْصارُ القلْب) (بالإنجليزية: heart block)‏.(بالفرنسية: bloc cardiaque)‏. هو عبارة عن اضطراب في تنظيم معدل دقات نبضات القلب من حيث سرعتها وتنظيمها بسبب خلل في نظام القلب الكهربائي المسؤول عن التحكم في معدل وإيقاع دقات القلب. حيث يوجد مع كل نبضة إشارة كهربائية تنتشر في جميع أنحاء القلب من جهة (الأذينين) إلى جهة (البطينين)، ومن خلال انتشار هذه الإشارات تسمح للقلب بالنبض وضخ الدم أيضًا. قد يكون الإحصار جزئي أو كامل في عبور الشحنات الكهربائية (التدفـع الكهربي – Electric Impulse) على طول جهاز التوصيل (Conduction system) من القلب وإليه. وقد يكون أيضًا الإحصار إما فيزيولوجيا، أو مرضيا. وينشأ على طول أي من أجزاء هذا الجهاز: إحصار في معبر التدفع الحاصل في العقدة الجيبية الأذينية (Sinoatrial node) إلى الأذين، إحصار في معبر التدفع الحاصل في العقدة الأذينية البطينية (Atrioventricular node) يمنع عبور التدفع الكهربي إلى بطيني القلب، إحصار في حزمة التوصيل، اليمنى (Rightbundlebranch block - RBBB) أو اليسرى (Leftbundlebranch block - LBBB)، أو في أي من حزيماته (Bundle branch).
إن تباطا انتشار الإشارة الكهربائية أو توقفاه يحدث التباطؤ أو انحصار وهو ما يسمى إحصار القلب وتتناقص ضربات القلب الكهربائية أحياناً يتقطع النشاط الكهربائي القلبي الطبيعي كاملا، ويوجدانواع لإحصار القلب وهي:- 1- إحصار القلب من الدرجة الأولى:- قد لا يسبب أي أعراض أو يحتاج إلى معالجة 2- إحصار القلب من الدرجة الثانية:- وهو اعلى درجة بالاعراض ويحتاج معالجة وينقسم عادة لقسمين Mobitz type I and Mobitz type II. 3- إحصار القلب من الدرجة الثالثة:- وهو ما يسمى إِحصار القلب الكامل وهذا النوع يعد أخطر الأنواع يحتاج لمعالجة طارئة.

## الأسباب
قد يكون إحصار القلب اما خلقي أو مكتسب، حيث يولد بعض الناس وهم مصابين بهذا الاضطراب، ولا يوجد عمر معين للإصابة به فقد يحدث في الأطفال الذين تعاني امهاتهم من أمراض المناعة الذاتية، مثل الذئبة. مع أمراض المناعة الذاتية، وكثيراً يحدث حصار القلب عندما تصاب الشبكة الكهربائية القلبية بعلة تؤدي إلى فشل توصيل الإشارات الكهربائية داخل القلب من الأذينين إلى البطينين وبذلك يضطر نبض القلب قد يصل لحد التأثير على كمية ضخ الدم وانخفاض ضغط الدم وهناك.الجسم يجعل من البروتينات التي تسمى الأجسام المضادة تهاجم وتتلف الأنسجة أو الخلايا. - أو يحدث مع الأطفال قبل الولادة في فترة الحمل حيث هذه الاجسام المضادة تعبر المشيمة لقلب الطفل وتهاجم خلاياه - عيوب خلقية في القلب:-مشاكل مع بنية القلب التي تكون موجودة عند الولادة والتي تكون في اغلب الاوقات غير معروفة مسبباتها.وباختصار
ومن أهم أسباب إحصار القلب هي:
1- الضرر الذي يلحق القلب من نوبة قلبية., وهذا هو السبب الأكثر شيوع.
2- أمراض القلب التاجية.
3- التهاب عضلة القلب بمختل مسبباتها.
4- فشل القلب.
5- الأصابة بالروماتزم.
6- اعتلال عضلة القلب.
7- الإصابة بعدد من الأمراض مثل (الساركويد).
8- أنواع معينة من جراحة قد يضر أيضا نظام القلب الكهربائي.
9- التعرض للمواد السامة وأخذ بعض الأدوية (الدِّيجيتال (جنس من الأعشاب الطبية المقوية للقلب)، حاصرات بيتا، وحاصرات قنوات الكالسيوم).
10- حصار الناتج عن بعض العمليات الجراحية.

### الأنواع الرئيسية

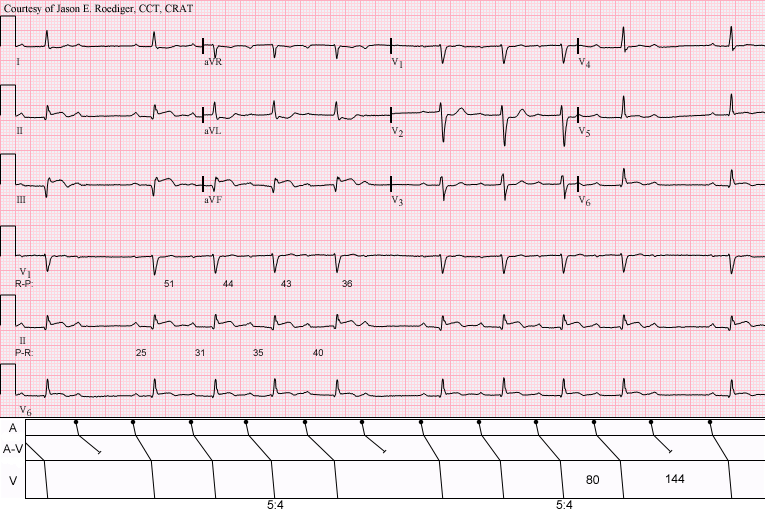
نظم جيبي with acute inferior احتشاء complicated by Type I إحصار أذيني بطيني من الدرجة الثانية manifest in the form of 5:4 Wenckebach periods; R-P/P-R reciprocity.

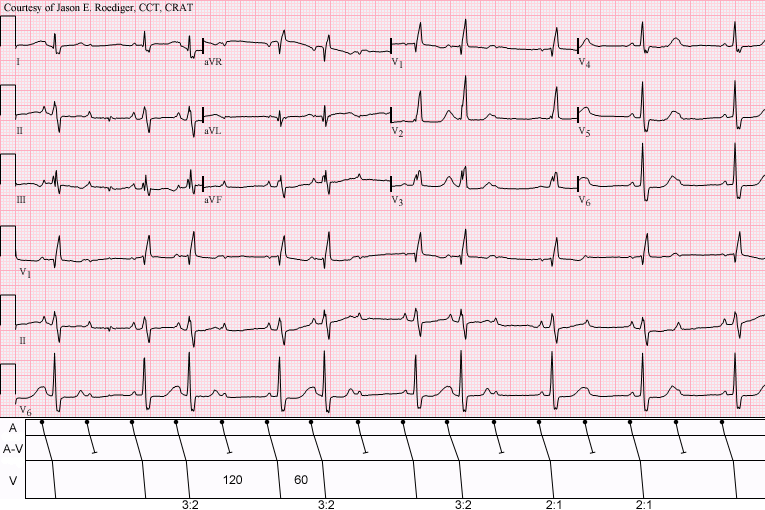
نظم جيبي(rate = 100/min) with 3:2 and 2:1 Type II إحصار أذيني بطيني من الدرجة الثانية؛إحصار فرع الحزمة الأيمن

يوجد ثلاثة أنواع رئيسية من إحصار القلب وهي:
1- حصار من الدرجة الأولى:
تعد هذه الحالة من النوع الخفيف ولا تسبب عادة أي أعراض ولا تحتاج لعلاج.
2- حصار من الدرجة الثانية
وفيه تفشل بعض الإشارات الكهربائية بالأذينين في الوصول للبطينين ويصبح النبض غير منتظم وقد لا يصاحبها أي عرض وفي أحيان أخرى قد يصاحبها أعراض تشبه ما يشعر به المريض الذي يعاني من خوارج بطينيه أو أذينية وقد يشتكي المريض من دوخة وقد يصاب بحالة إغماء أو آلام بالصدر وقد يتطور هذا النوع من الحصار إلى الدرجة الثالثة لذا قد يحتاج بعض المرضى زرع منظم كهربائي تحت الجلد لتصحيح الحصار وضبط نبض القلب.
3- حصار القلب من الدرجة الثالثة ويعرف بالإحصار الكامل أو التام.
وفيه يصعب تماماً وصول أي إشارة كهربائية من الأذينين إلى البطينين ويصبح هناك عزل تام بين المنطقتين وينخفض نبض القلب إلى ما يقارب 40 نبضة بالدقيقة وقد يصاحبها انخفاض بضغط الدم الشرياني ودوخة وغثيان وربما إغماء أو آلام صدرية أو ضعف عام أو تشويش في الذاكرة والتركيز وتنجم درجات الحصار القلبي عادة بسبب وجود مرض بالقلب غالباً ما يكون تصلب بالشرايين التاجية أو بسبب إصابة المريض بجلطة قلبية حادة أو بسبب إصابة الشخص بحمى روماتيزمية قلبية أو التهاب بعضلة القلب أو بسبب تسمم ببعض العلاجات الدوائية كالديجوكسين، وقد لا حظنا أنه قد تحدث بعض أنواع الحصار القلبي بدون اكتشاف سبب مرضي واضح. وتتم عملية التشخيص عن طريق التاريخ المرضى والفحص السريري ويتأكد التشخيص بعمل تخطيط كهربائي للقلب أو تسجيل ضربات القلب لمدة 24 ساعة لمحاولة اكتشاف بعض أنواع الحصار غير الثابت والمتقطع الذي لم يكتشف أثناء عمل تخطيط كهربائي للقلب ويعالج حصار القلب الذي يسبب نوبات إغماء أو الحصار من الدرجة الثالثة بوضع بطارية تحت الجلد في الصدر تغذي القلب بإشارة كهربائية ليقوم القلب بعمله بكل كفاءة.

## الأنواع والأسباب والأعراض
الإحصار الجيبي الأذيني (Sinuatriale r Bloc - SAB) – هو منع عبور التدفع المتكون في العقدة الجيبية الأذينية، بشكل جزئي أو تام، إلى عضل الأذين. هذا الإحصار (الجيبي الأذيني) قد ينشا نتيجة لتناول ادوية معينة، مثل ديجوكسين (Digoxin)، أو نتيجة لحالة اقفار/ نقص تروية (Ischemia) أو نتيجة تحفيز مبهمي (Vagal Stimulation).
وتشمل معالجة هذا الإحصار ازالة المسبب، إضافة إلى زرع ناظمة قلبية اصطناعية (Artificial pacemaker)، إذا ما اقتضت الحاجة ذلك. الإحصار الأذيني البطيني (AVB - Atrioventricular block) – هو منع عبور التدفع الكهربي، بشكل جزئي أو تام، من الأذينين إلى البطينين. وقد يسبب هذا النوع من الإحصار ابطاء، أو وقفا تاما، للتوصيل. وهذا الإحصار يمكن ان ينشا في الأذينين، في العقدة الأذينية البطينية (AVN) أو في «حزمة هيس» (Bundle of His).وقد تم تحديد ثلاث درجات من مستوى الخطورة (III-I): - إحصار توصيل أذيني بطيني من الدرجة الأولى (First degree AV Block) (I) – في هذه الدرجة من الإحصار يتم توصيل جميع الضربات (النبضات) الجيبية. وتتميز هذه الدرجة باستطالة الوقت المنصرم منذ لحظة تشغيل الأذين وحتى لحظة تشغيل البطين. وتظهر في مخطط كهربية القلب (EKG) استطالة المقطع PR إلى ما يزيد عن خمس الثانية. بعض الادوية، مثل: ديجوكسين (Digoxin)، محصرات قنوات الكالسيوم (Calcium channel blockers) مثل فيراباميل (Verapamil)، أو حاصرات البيتا (Beta blockers) مثل بروبرانولول/ ديرالين (Deralin/Propranolol)، التي تبطئ عملية التوصيل في العقدة الأذينية البطينية (AVN)، يمكن ان تؤدي إلى إحصار أذيني بطيني من الدرجة الأولى. ولا يسبب هذا الإحصار، عادة، ظهور علامات أو اعراض ولا يستدعي اية معالجة. إحصار توصيل أذيني بطيني من الدرجة الثانية (Second degree AV Block) (II) – يتميز الإحصار في هذه الدرجة بالفشل التعاقبي (Alternately) في توصيل التدفعات الكهربية من الأذينين إلى البطينين. وهو يحصل في عدة صور: إحصار قلبي من الدرجة (II – النوع) (I– Wenckebach (MobitzI) – يستطيل المقطع PR بين نبضة واخرى تالية حتى تظهر موجة الـ - P بدون QRS بعدها، كتعبير عن فشل عبور التدفع الكهربي من الأذينين إلى البطينين.ثم يعود مقطع PR فيقصر من جديد في النبضة التالية.
وتكون منطقة الإحصار، غالبا، في العقدة الأذينية البطينية (AVN)، كما يكون المركب QRS (في تخطيط كهربية القلب) (QRS complex) ضيقا، بوجه عام.قد يكون مسبب هذا النوع من الإحصار قد يكون تحفيزا مبهميا (Vagal Stimulation)، وهو شائع اجمالا بين الرياضيين. وثمة عوامل اضافية أخرى قد تسبب إحصارا من هذا النوع، تشمل: تناول الديجيتال (نوع من الاعشاب الطبية المقوية للقلب - Digitalis) أو احتشاء (Infarction) في الجدار السفلي لعضل القلب (Myocardium). وهذا النوع من الإحصار ليست له في الغالب اية علامات أو اعراض، لا يتطور (يتفاقم) إلى درجة إحصار أذيني بطيني (AV Block) ويتوقف مدى تطوره وتفاقمه على مدى خطورة المرض الاساسي.ويمكن معالجة هذا النوع من الإحصار بدواء الاتروبين (Atropine) ولا يستدعي، غالبا، زرع ناظمة قلبية اصطناعية، الا في حالات نادرة حينما يحصل احتشاء حاد في عضل القلب، في الجدار السفلي، إذ يكون نظم القلب بطئيا جدا ويسبب اعراضا تتطلب ضبط نظم القلب بصورة مؤقتة.
إحصار قلبي من الدرجة (II – النوع)(II– MobitzII) - فشل تعاقبي في موجة P لدى عبورها إلى البطينين، ولكن عندما يتحقق توصيل موجة P إلى البطين يكون مقطع PR متغيرا غير ثابت. تتركز منطقة هذا الإحصار، غالبا، تحت العقدة الأذينية البطينية (AVN)، أو تحت حزمة هيس (Bundle of His)، وغالبا ما يتوسع المركب QRS. والإحصار الأذيني البطيني (AV) من الدرجة الثانية (II) هو استثنائي على الدوام، احتمال تطوره إلى إحصار قلبي تام (Complete heart block) كبير جدا، ولذا فثمة حاجة إلى زرع ناظمة قلبية اصطناعية ثابتة.
يعود مصدر هذا النوع من الإحصار القلبي إلى خلل ما في جهاز التوصيل، مثل تليف (Fibrosis) جهاز التوصيل، وكجزء من مضاعفات الاحتشاء الحاد في عضل القلب، في جداره الامامي، وعوامل مسببة أخرى عديدة.
نسبة توصيل مرتفعة، مثل 3:1 (أو أكثر)، أي: مقابل كل 3 نبضات أذينية تحدث نبضة بطينية وحيدة – ويسمى «إحصار أذيني بطيني بدرجة مرتفعة». إحصار أذيني بطيني من الدرجة الثالثة (III) Third degree AV Block)):
انعدام تام ومطلق لتوصيل التدفعات الكهربية من الأذينين إلى البطينين. في هذه الحالة، تبدا العمل ناظمة أخرى من منطقة العقدة الأذينية البطينية (AVN) أو من بطيني القلب. ويظهر في مخطط كهربية القلب (EKG) فصل بين التسجيل (الترسيم) من الأذينين وبين التسجيل من البطينين، أي: نـظمان مختلفان – نـظم أذيني ونظم عقدية (Nodal rhythm) أو سواه، لا علاقة بينهما، اطلاقا.)
ظهور العلامات والاعراض في هذا النوع من الإحصار، وكذلك درجة حدتها وخطورتها، يتعلقان بسرعة الناظم العقدي أو البطيني. ويترواح هذا بين عدم ظهور اية علامات أو اعراض – إذا كان النظم من منطقة العقدة الأذينية البطينية (AVN) بسرعة كافية للمحافظة على اداء القلب وانتاجيته، وبين الإغماء أو فشل القلب، إذا كان نظم الناظمة الاصلية من منطقة بطينية بطيء السرعة. عندئذ، تستدعي الحاجة زرع ناظمة قلبية اصطناعية ثابتة، الا إذا كان سبب الإحصار التام قابلا للإصلاح، كما في حالة التسمم بالديجيتال، أو من مضاعفات الاحتشاء الحاد في الجدار السفلي من عضل القلب.
وفضلا عن هذه الانواع من الإحصار، يحتمل حدوث إحصار في إحدى الحزمات المتفرعة عن حزمة هيس، مثل الإحصار في حزمة التوصيل اليمنى، أو إحصار في حزمة التوصيل اليسرى، أو في حزيماتها أو اندماجاتها، بحيث يظهر لهذا تعبير مناسب في مخطط كهربية القلب (EKG).

## الأعراض
- إغماء.
- دوخة أودوار.
- إرهاق.
- ضيق في التنفس.
- ألم في الصدر.

## التشخيص
يكون التشخيص عادة، من خلال تخطيط كهربية القلب (ECG/EKG) - (Electrocardiogram).
وفي البداية تشخص الحالة على أساس تاريخ المريض الطبي والعائلي، والفحص السريري، ونتائج الفحوصات المخبرية. ومن أهم الفحوصات في التشخيص:
- رسم (تخطيط)القلب (الكهربائي).
- الفحص عن طريق الجهاز المسجل لنبضات القلب Holter monitor ومسجل الحوادث event monitor .

## العلاج
يكون علاج إحصار القلب حسب نوع وشدة الإحصار، فالحالات الخفيفة التي تعد من الدرجة الأولى قد لا تحتاج عادة لاي نوع من الأدوية أو العلاج وانما تكون من خلال اتباع نظام وأسلوب حياتي معين.الإحصار الناتج عن العمليات لا يحتاج لعلاج فقد يشفى المريض في مرحلة التعافي من العملية.وايضا ذلك الذي ينتج بسبب بعض الأدوية حيث ينصح بترك الدواء فورا. اما بالنسبة للنوع الثاني أي الدرجة الثانية لإحصار القلب فان المريض قد يحتاج إلى بعض أنواع الادوية أو إلى جهاز تنظيم ضربات القلب وهو جهاز صغير يتم وضعه تحت جلد الصدر أو البطن يستخدم النبضات الكهربائية ليحفز القلب بان ينبض بمعدل طبيعي اما الدرجة الثالثة لإحصار القلب والتي تعدالاخطر فهم يحتاجون لجهاز تنظيم ضربات القلب.

## التعايش مع المرض
بعض المرضى قد لا يشكل عندهم إحصار القلب مشاكل في معيشتهم خصوصا النوع الأول الخفيف، ولكن المشكلة الأساسية في التعايش تكمن في جهاز تنظيم القلب حيث ينصح المريض بتجنب الاتصال المباشر أو (لفترات طويلة) مع الأجهزة الكهربائية والأجهزة التي تحتوي على حقول مغناطيسية قوية كما يجب وضع الطبيب بالصورة ان المريض يحمل الجهاز كطبيب الاسنان أو الفنيين الطبيين 3- يجب أيضا اخبار موظفين الأمن في الاماكن التي يوجد فيها مسح شعاعي كالمطارات والفنادق 4- ننصح بوضع بطاقة في المحفظة تعرف بان المريض يضع الجهاز ونوع الجهاز 5- مراجعة الطبيب لفحص الجهاز أكثر من مرة في السنة يساعد في الحفاظ عليه ومعرفة فعاليته 6- من الرياضات التي قد يقللها الطبيب أو يمنعها والتي ممكن ان تؤذي الجهاز وتعطله.

## وصلات إضافية
Infrahisian block describes block of the distal conduction system. Types of infrahisian block include:
- Type 2 second degree heart block (Mobitz II)[محل شك]